# Flessione del cucchiaio
La flessione del cucchiaio è l'apparente deformazione di oggetti, in particolare di posate in metallo, senza l'ausilio di forza fisica o usando meno forza di quella normalmente necessaria.

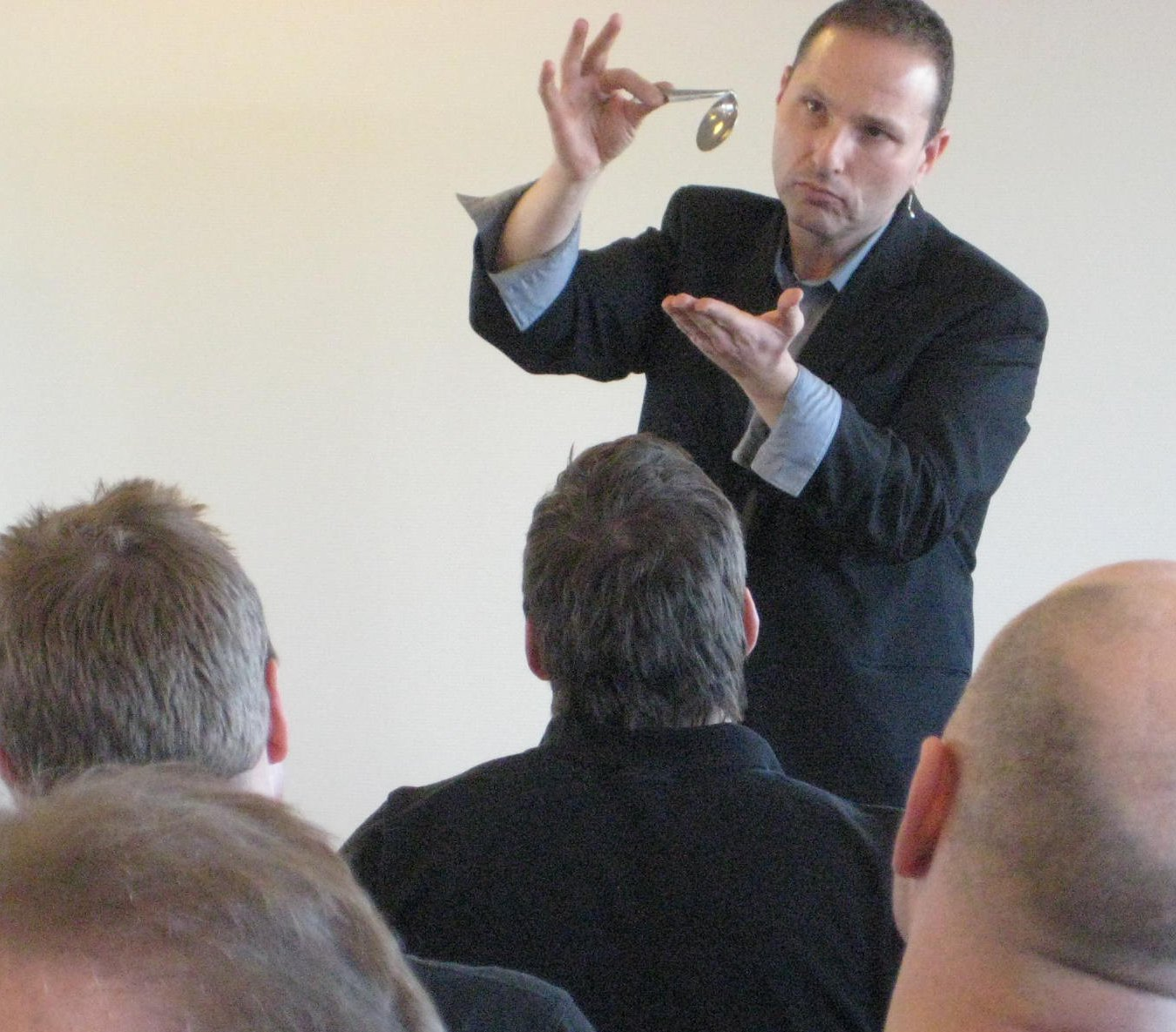
Il prestigiatore Guy Bavli spiega il trucco

Negli anni settanta ci furono diversi personaggi che affermarono di avere tale tipo di abilità. Il più famoso di essi fu Uri Geller, il quale si esibiva piegando cucchiai, chiavi ed altri oggetti in metallo e non. A fronte di queste affermazioni, Geller fu criticato da molti debunker, tra questi James Randi che scrisse un libro dettagliando i trucchi usati da Geller.

## Descrizione
La flessione di un cucchiaio, una chiave o altro oggetto senza apparente uso di forza fisica è un numero frequente negli show di illusionisti per la quale si utilizzano tecniche anche molto diverse tra loro. Il risultato del trucco per la maggior parte delle volte è la flessione o la rottura dell'oggetto nel punto in cui sarebbe stato più facile piegarlo o romperlo utilizzando le mani.

### I trucchi usati
Nella maggior parte dei casi, il trucco usato consiste nel distogliere l'attenzione del pubblico dall'oggetto e simultaneamente piegare il cucchiaio (o altro oggetto) con le proprie mani. La tipica flessione infatti avviene dove il manico del cucchiaio è più sottile e quindi dove richiede poca forza. All'illusionista a questo punto non resta che rivelare gradualmente la piegatura.
Altri metodi fanno uso di un cucchiaio in metallo preparato in modo da essere piegato o rotto con un leggerissimo colpo. Questo può essere fatto, ad esempio, piegando ripetutamente il cucchiaio in un punto prestabilito finché l'affaticamento del metallo non lo indebolisca e infine lo rompa. Se il cucchiaio si rompe l'illusionista continua a tenere tra le dita le due metà come se fosse ancora integro e quindi rilascia lentamente la presa facendo sembrare che il cucchiaio si pieghi prima di rompersi completamente.